# NGC 2122
NGC 2122 es una nebulosa difusa y un cúmulo abierto en la Gran Nube de Magallanes, visible en la constelación de Mensa. Fue descubierto en el año 1826 por James Dunlop.
La nebulosa, N180B, es una región activa de formación estelar, que contiene algunos de los cúmulos más brillantes que se conocen. Estos cúmulos son conocidos como asociaciones OB porque están formados por estrellas calientes de tipo espectral O y B. Las estrellas de tipo O son muy luminosas y generan vientos estelares increíblemente fuertes. Estos vientos estelares tienen la capacidad de dispersar el gas a través de cientos de años luz, así como formar densas nubes de polvo, ambos fenómenos evidentes en N180B. Se piensa que es una región de formación estelar joven y que no ha albergado ninguna explosión de supernova.
N180B es una región H II (región de gas hidrógeno ionizado), si bien en este caso hay una combinación de gas oxígeno y gas hidrógeno. Hay flámulas de polvo de 100 años luz de longitud que corren a lo largo de la región H II, así como nubes de polvo más pequeñas. Si la presión del gas interestelar es suficientemente alta, la formación estelar podría tener lugar en estas pequeñas nubes de polvo.
NGC 2122, en la nomenclatura del Nuevo Catálogo General, es denominada N180B en la nomenclatura LHA 120-N (Lamont-Hussey, campo H-Alfa 120, y la N equivale a LMC-N, que significa nebulosa perteneciente a la ‘’Large Magallanes Cloud’’ o Gran Nube de Magallanes).